# 田辺恵一
田辺 恵一（たなべ けいいち、1953年 - ）は、日本の建築家。田辺計画工房を主宰。東京都生まれ。
1977年、日本大学芸術学部美術学科卒業。1978年から1994年まで、仙田満環境デザイン研究所勤務。1983年、ビーエムデザインズを設立。
1987年、プラスパツゥへ改名。1994年、株式会社田辺計画工房に組織変更。
おもな作品に、八王子実践中学・高等学校、世田谷の家、永福町の家、上尾の家、鶴ヶ峰の家、鷹番の家、キャットハウス、青山ケンネルブルーテラ、元外相東郷茂徳記念館（東市来町立東郷記念館）、スターカイロプラクティック、おひさま薬局、白金クリニック、サンロレンツォ新宿、サンロレンツォ青山、3段のデッキの庭 並木町の家、東邦自動車仲六郷店、三輪整形外科、ほか。その他に、第17回全国都市緑化フェアー・マロニエとちぎ緑化祭2000「宇都宮市テーマ展示里山ミュージアム」企画・製作・運営など。